# 2018년 동아시아 폭염
2018년 동아시아 폭염은 2018년 7월 시작된 동아시아 전역에 닥친 폭염이다.

## 일본
2018년 일본 폭염은 2018년 7월 시작된 일본 전역에 닥친 폭염이다. 2018년 7월 일본 호우가 끝난 직후 일본 전역, 특히 혼슈 지역에서 기온이 35 °C를 돌파하며 평년 대비 3 °C 이상 오르는 고온을 기록하고 있다. 이 폭염으로 7월 29일까지 일본에서 125명 이상이 사망하였다.
일본 기상청은 폭염의 원인은 호우가 끝난 후 들어온 일본 열도를 덮고 있는 고기압의 영향으로 폭염이 계속 이어지는 것이라고 설명했다.

### 전개
2018년 6월 25일 처음으로 10개 기상 관측지점에서 35 °C 이상을 기록하였다. 일본 기상청은 6월의 평균 기온이 평년 대비 약 0.6-1 °C 정도 상승했다고 밝혔으나 6월 28일 이후 시작된 호우로 고온 현상은 잦아들었다.
2018년 7월 9일 장마전선이 물러나며 다시 시작된 폭염은 점차 강해져 7월 13일엔 927개 기상대 중 200개소 이상에 35 °C 이상을 기록하였다. 7월 19일엔 일본 기상청이 8월 2일까진 폭염 특별경보를 발령할 정도의 고온을 기록할 것이라고 예보하였다.
7월 중순 이후 동일본, 서일본 전역이 고기압의 영향권에 들면서 고신에쓰 지방은 평년 대비 평균온도가 최대 4.1 °C 상승하는 등 7월 중순 이후 기온이 급격히 상승했다. 7월 15일 교토부 후쿠치야마시와 기후현 이비가와정이 38.8 °C를 기록, 그해 지역 최고 기온 기록을 세웠다. 7월 18일엔 기후현 다지미시의 기온이 40.7 °C를 기록하면서 5년만에 처음으로 일본에서 낮 최고기온이 40 °C를 돌파했다.
7월 23일 일본 사이타마현 구마가야시에선 일최고기온이 41.1 °C를 기록하면서 일본 역대 최고 온도 기록을 달성하였고, 이날 일본 대부분 도시가 40 °C 이상의 최고온도를 기록하였다. 교토는 19세기 이후 처음으로 7일 연속 38 °C 이상의 온도를 기록하였다.
7월 24일 일본 기상청은 2018년의 폭염이 자연재해라고 선포하며 일부 지역엔 '역사상 볼 수 없었던 최악의 폭염'이 오고 있다고 경고하였다.
7월 29일 제12호 태풍 종다리가 미에현 이세시에 상륙하며 일본 열도를 관통하면서 고온은 잦아들었으나, 태풍이 지나간 지역엔 푄현상으로 도호쿠 지역 등지에 폭염이 다시 시작되었다. 태풍이 일본 열도를 횡단했던 7월 29일엔 홋카이도 히가시카와정이 35.7 °C를 기록하는 등 도호쿠, 홋카이도에 고온을 관측하였고, 니가타현 조에쓰시와 산조시는 39.5 °C를 기록하여 해당 지역 역대 최고 온도 기록을 경신하였다.
2018년 7월, 동일본의 평균 기온은 평년보다 2.8°C도 높으면서 역대 최대를 기록하였고 서일본의 평균 기온은 평년보다 1.6°C 높아 1994년 이후 역대 2위를 기록하였다.
8월 3일 일본 나고야시의 최고기온이 40.3 °C를 기록하는 등 강한 고기압의 영향으로 계속 폭염이 이어지고 있다고 보고있다. 8월 5일 나고야 시 최고기온이 다시 39.9 °C를 기록하고 249개 기상관측지점에서 최고기온이 35 °C를 돌파하였다.
8월 8일 기후현 미노 시의 최고기온이 41.0 °C, 게로시의 최고기온이 40.5 °C를 기록하였다.
8월 23일 니가타현 다이나이시가 40.8 °C, 산조시가 40.4 °C, 조에쓰시가 40.0 °C를 기록하면서 다시 40 °C를 넘는 폭염이 이어졌다.

### 피해 및 영향
7월 14일엔 폭염으로 인한 온혈질환으로 하루에 6명이 사망했으며 1,535명이 병원으로 이송되었다. 7월 15일부터 22일 사이 일주일에만 65명이 사망했는데, 21일엔 11명이 사망했고 23일엔 13명이 사망했다. 이 7일간의 사망자수는 2008년 일본 정부가 폭염 사망자 집계를 시작한 이후 최대 수치이다. 7월 17일 도쿄 소방청은 17일 하룻동안 구급차가 2,900회 출동했는데, 이는 1936년 소방청 신설 이후 최대 수치라고 밝혔다. 이 기록은 4일 후인 7월 21일 하룻동안 3,125회 출동하면서 경신하게 되었다.
8월 1일 일본 소방청의 발표에선 4월 30일부터 7월 29일까지 온혈질환으로 인한 사망자가 125명인 것으로 집계되었다. 입원환자 수는 57,534명을 기록하면서 전년 대비 4배나 폭증하였다.
8월 7일 일본 소방청의 발표에선 4월 30일부터 8월 5일까지 온혈질환으로 인한 사망자수는 138명, 입원환자 수는 71,266명을 기록하면서 2013년 여름 최다환자수를 경신했다고 밝혔다. 8월 12일 발표에선 온혈질환으로 인한 사망자수가 144명, 입원환자 수가 78,345명으로 전년 대비 2배를 넘겼으며, 특히 8월 6일에서 12일에 입원한 환자수가 7,079명이 되는 것으로 나왔다.
7월 16일, 일본 도쿄의 하네다 공항은 폭염으로 활주로에 구멍이 생겨 항공편 10편이 결항되고 100여편이 지연되는 피해를 입었다.
7월 27일, 모리 요시로 2020년 하계 올림픽 조직위원장이 아베 신조 일본 총리에게 폭염으로 인한 안전 문제 우려로 서머타임 도입을 요청하면서, 일본 정부가 올림픽 기간 동안 2시간을 앞당기는 서머타임 도입을 검토하고 있다.
기록적인 폭염으로 주요 야채의 출하량이 감소하면서, 일본 내에서 양배추, 오이, 무 등 주요 채소의 가격이 7월달에만 10-80% 급등하였다.

### 온도 기록
일본 내 역대 최고 기온 20위 이내로 경신한 기록만 작성한다.
| 날짜     | 장소                  | 기온   |
| -------- | --------------------- | ------ |
| 7월 23일 | 사이타마현 구마가야시 | 41.1°C |
| 8월 6일  | 기후현 게로시         | 41.0°C |
| 8월 8일  | 기후현 미노시         | 41.0°C |
| 7월 23일 | 도쿄도 오메시         | 40.8°C |
| 8월 23일 | 니가타현 다이나이시   | 40.8°C |
| 8월 23일 | 니가타현 산조시       | 40.4°C |
| 8월 3일  | 아이치현 나고야시     | 40.3°C |

## 한반도
2018년 한국 폭염은 2018년 6월 2일 첫 폭염주의보가 발령되며 시작된 한국의 폭염이다.

### 진행
8월 1일엔 강원도 홍천군 최고기온이 41 °C를 기록하여 기상 관측 사상 최고기온 기록을 세웠다. 대한민국 서울특별시 최고 기온이 근대적 기상 관측이 이뤄진 111년 만에 39.6°C를 기록하였다. 또한 폭염일수도 31.2일로, 1994년을 뛰어넘어 최고기록을 갈아치웠다.

### 피해
행정안전부에 따르면 올들어 폭염으로 인한 온열 질환자 수가 7월 31일까지 2,266명에 이른다. 이 중 28명은 사망했다. 뿐만 아니라 같은 기간 닭 295만 4천 마리, 오리 15만 6천 마리, 메추리 2만 6천 마리, 돼지 1만 3천 마리 등 314만 8천 마리가 폐사한 것으로 집계되었다. 또한 양식장의 어류들도 폐사해 수산업계에서도 재산 피해가 발생하였고, 고랭지 배추 농사도 상황이 좋지 않은 것으로 드러났다. 전력 사용이 증가하면서 정전 역시 여러 건 발생했다. 한국전력에 따르면 7월 아파트 정전 건수는 91건으로 2017년 43건 대비 112%나 증가했다.

### 영향 태풍
폭염은 그 이후 태풍 종다리가 폭염을 부추겼다. 태풍 산산과 야기는 한반도 오지 않았고,
태풍 리피가 한반도 부산에 상륙햏지만 그리 효과는 없었다. 태풍 룸비아가 한반도에 영향을 끼쳐 폭염이 누그러지고 결국 태풍 솔릭이 와서야 완전히 끝났다.

## 중국
최고 온도 81.9도
사망자 2900명
부상자93054명

## 같이 보기
- 2018년 7월 일본 호우
- 지구 온난화
- 2021년 한반도 폭염